# Dearing (Geòrgia)
Dearing és una població dels Estats Units a l'estat de Geòrgia. Segons el cens del 2000 tenia 441 habitants.

## Demografia
Segons el cens del 2000, Dearing tenia 441 habitants, 178 habitatges, i 126 famílies. La densitat de població era de 205,1 habitants per km².
Dels 178 habitatges en un 31,5% hi vivien nens de menys de 18 anys, en un 58,4% hi vivien parelles casades, en un 9% dones solteres, i en un 28,7% no eren unitats familiars. En el 24,7% dels habitatges hi vivien persones soles el 15,2% de les quals corresponia a persones de 65 anys o més que vivien soles. El nombre mitjà de persones vivint en cada habitatge era de 2,48 i el nombre mitjà de persones que vivien en cada família era de 2,98.
Per edats la població es repartia de la següent manera: un 24% tenia menys de 18 anys, un 7,5% entre 18 i 24, un 28,6% entre 25 i 44, un 24,9% de 45 a 60 i un 15% 65 anys o més.
L'edat mediana era de 39 anys. Per cada 100 dones de 18 o més anys hi havia 88,2 homes.
La renda mediana per habitatge era de 27.917 $ i la renda mediana per família de 38.438 $. Els homes tenien una renda mediana de 27.083 $ mentre que les dones 19.375 $. La renda per capita de la població era de 12.728 $. Entorn de l'11,3% de les famílies i el 18,6% de la població estaven per davall del llindar de pobresa.

## Poblacions més properes
El següent diagrama mostra les poblacions més properes.